# アンツィオ (護衛空母)
アンツィオ (USS Anzio, ACV/CVE-57) は、アメリカ海軍の護衛空母。カサブランカ級航空母艦の3番艦。1943年5月に進水した時の艦名は「コーラル・シー  (USS Coral Sea) 」で、この艦名でガルヴァニック作戦やサイパン島の戦いに参加した。1944年9月15日にアンツィオの戦いに因んで「アンツィオ」と改名された。

## 艦歴
1942年12月12日に合衆国海事委員会の契約下ワシントン州バンクーバーのカイザー造船所で起工し、1943年1月22日に「アリクラ・ベイ (Alikula Bay) 」と命名、1943年4月3日に「コーラル・シー」と改名され、1943年5月1日にフランク・J・フレッチャー夫人によって進水した。1943年7月15日に CVE-57 （護衛空母）へと艦種変更された。1943年8月27日にオレゴン州アストリアで海軍に引き渡され、同日ハーバート・W・テイラー艦長の指揮下就役した。
最初の艦名の「アリクラ・ベイ」は、アラスカ州南東部のアラスカ湾のコロネーション島にあるアリクラ湾にちなむ。「コーラル・シー」は、珊瑚海および珊瑚海海戦にちなむ。この艦名は、本艦が「アンツィオ」に改称された後にミッドウェイ級航空母艦の「コーラルシー (USS Coral Sea, CV-43) 」に使用された。

### ギルバート・マーシャル
9月24日、「コーラル・シー」はピュージェット湾で整調を開始した。10月8日にサンディエゴに到着し航空機を搭載、カリフォルニア沖合で飛行訓練を継続した。10月25日にハワイに向けて出航、真珠湾に到着すると姉妹艦「リスカム・ベイ (USS Liscome Bay, CVE-56) 」と共にオアフ島沖で訓練を行う。11月10日に南西へ向けて出航し、ギルバート諸島攻略部隊に合流する。11月20日から28日までマキン島攻撃に参加。11月24日にリスカム・ベイが潜水艦「伊175」の雷撃で沈没した際、発射された魚雷のうちの1本は「コーラル・シー」の至近を通過した。「コーラル・シー」はタラワ占領後、真珠湾に向かい、12月5日に到着した。航空機と乗客を乗せて12月8日に出航、帰国の途に就く。12月14日にアラメダに到着、新たな航空機を搭載し、12月22日に再びハワイに向けて出航した。12月28日、真珠湾に停泊し、クェゼリン環礁に対する攻撃の準備に入った。
「コーラル・シー」は1944年1月3日に出航し、ハワイ水域での一連の演習を始める。最終調整が終わり、第52.9任務群の1隻として1月22日に出航、31日にクェゼリン環礁付近に到着し、2日後に任務部隊の艦載機が飛行場への攻撃を開始した。「コーラル・シー」は直接、間接に揚陸部隊の支援を行った。2月24日、エニウェトク環礁へ向かうが、途中ハワイへの帰還を命じられ3月3日に真珠湾に到着した。

### ソロモン・ニューギニア
真珠湾での短期間の停泊後、3月11日に再び出航、ソロモン諸島へ向かう。3月21日にツラギ島に停泊、燃料と物資を補給し3月30日に出航、エミラウ島に向かう。4月1日から11日までエミラウ島攻略部隊に対する航空支援を行い、4月15日にポート・パービスに帰還した。
翌日「コーラル・シー」はニューギニアの再占領支援のためツラギ島を出航した。4月19日に第78.2任務群と合流、部隊はホーランディアおよびアイタペの橋頭堡支援のため形成された。「コーラル・シー」の艦載機部隊は4月22日および26日に攻撃に参加し、その後「コーラル・シー」はゼーアドラー湾に向かい補給を受け、5月7日に修理のためエスピリトゥサント島に向かった。

### マリアナ
修理が完了すると6月8日にマリアナ諸島侵攻のためクェゼリン環礁に向けて出航した。アメリカ軍部隊は6月10日に出撃、「コーラル・シー」はサイパン島に上陸する第2海兵大隊への航空支援を行った。続く数日間、「コーラル・シー」は日本軍による多くの航空攻撃に耐え、その損傷は僅かであった。6月17日にグアムに向けて南へ移動、航空攻撃を開始したが、翌日サイパンへ戻り身動きのとれなくなった陸上部隊への支援を行う。「コーラル・シー」とその護衛艦部隊は6月28日に戦線を離脱、エニウェトク環礁へ向かい、7月4日に再びサイパンへ戻る。艦載機部隊は再び攻撃を行い、「コーラル・シー」はその後機関修理のためエニウェトク環礁へ後退した。結局本格的な修理が必要となり、帰国を命じられ7月23日に出航した。2日後にクェゼリン環礁に寄港、艦載機と弾薬のほとんどを降ろし、真珠湾を経由してサンディエゴ海軍基地へ向かった。8月9日に到着し、8月31日にサンディエゴで乾ドック入りした。オーバーホールの途中に艦名の変更が命じられ、9月15日に「アンツィオ 」と改名された。オーバーホールの後、「アンツィオ」はカリフォルニア海岸から公試運転のため9月16日に西太平洋に向けて出港し、9月23日にハワイに到着し真珠湾に入港した。 10月8日から慣熟訓練が開始され、16日にはエニウェトクに向け出発した。 その途上ウリチへの途中でハンター・キラー部隊に参加し、対潜任務を行った。 11月4日には、フィリピン海で潜水艦から魚雷攻撃を受けた軽巡洋艦「リノ (USS Reno, CL-96) 」を救助するよう命令を受けた。「リノ」を撃破したのは「伊41」であった。「アンツィオ」は援護の任務を艦隊曳船「エクストラクター (USS Extractor, ARS-15) 」に委ねた後に対潜任務に戻り、硫黄島の戦いを控えた翌1945年2月中旬まで続けられた。
11月18日、フィリピン海上を対潜哨戒中だった「アンツィオ」を中心とする第30.7任務群は、ウルトラ情報により付近海域で存在が示唆された日本潜水艦の捜索を行った。同日3時30分頃、サマール島東方沖合で「アンツィオ」のTBM-1C雷撃機がスコールの中を浮上航走中の潜水艦をレーダーにより探知した。その後潜航した潜水艦へ向け、「アンツィオ」のTBM-1C 2機がフロートライトとソノブイを投下して追跡しつつMk24電池式音響探知魚雷で攻撃をかけたが不発だった。0417に同海域へ護衛駆逐艦「ローレンス・C・テイラー（USS Lawrence C.Taylor, DE-415）」「メルヴィン・R・ナウマン（USS Melvin R. Nawman, DE-416）」が到着。6時5分から「ローレンス・C・テイラー」が2度のヘッジホッグ対潜迫撃砲による攻撃を行うが失敗。6時16分の「メルヴィン・R・ナウマン」によるヘッジホッグ攻撃も失敗した。だが、6時30分の「ローレンス・C・テイラー」による3度目のヘッジホッグ攻撃が潜水艦を捉えた。3度の小爆発に続いて大きな爆発が起こり、やがて重油や甲板の板張り、コルク片等の残骸が浮かび上がってきた。その位置は北緯12度44分 東経130度42分 / 北緯12.733度 東経130.700度。この時撃沈した日本軍潜水艦は、かつて「リノ」を撃破した「伊41」であった。

### 小笠原諸島
「アンツィオ」は1945年2月16日から戦闘任務を再開。3日後、硫黄島への上陸作戦と同じ2月19日には父島に対して空襲を行った。以降3月4日までの間、日没前に最初の哨戒機を出動させ、夜明け前に最後の任務を終えるというスケジュールを繰り返した。作戦を通じて、一つの事故もなく106回の夜間哨戒出動を成し遂げた。
その最中の2月25日、硫黄島北西沖で駆逐艦「ベニオン(USS Bennion, DD-662) 」が潜航中の潜水艦をソナー探知。そのため、「アンツィオ」からTBM1機が発進した。2月26日、「アンツィオ」はTBMをもう1機発進させ、潜水艦を捜索する。2時20分、TBMがレーダーで目標を探知。味方の護衛駆逐艦とも思われたが、上空を通過すると丁度急速潜航する潜水艦だった。そのため、ソノブイ、Mk24電池式音響探知魚雷を投下。ソノブイの着水直後に水中から大轟音を聴取した後、後には何も聞こえてこなかった。その位置は北緯25度07分 東経140度19分 / 北緯25.117度 東経140.317度とされた。翌27日夜明けごろ、この海域で大きな重油の帯が漂っていた。この時撃沈したのは「呂43」であった。
同日3時4分、硫黄島西方35海里地点付近で、異なる区域を捜索中だった「アンツィオ」所属の別のTBMがレーダーで目標を探知し、その方向に急行した。やがて、浮上して停止中の潜水艦を確認。TBMは潜航する潜水艦に発炎筒とソノブイとMk24電池式音響探知魚雷を投下した。3時38分、司令塔が破損して浮上する潜水艦へ攻撃を仕掛け、再度潜航する潜水艦へTBMはソノブイとMk24電池式音響探知魚雷を再度投下。間もなく、ソノブイを通じて海中から爆発音が聞こえ、同時に海面上に30メートルほどの水柱が立った。攻撃位置は北緯24度43分 東経140度37分 / 北緯24.717度 東経140.617度と記録された。この時撃沈した潜水艦は「伊368」であった。
日本海軍は硫黄島に上陸したアメリカ軍に対して回天特別攻撃隊（千早隊）を編成して投入したが、「伊368」と「伊370」を失い、同時期に硫黄島方面で作戦を行っていた「呂43」も帰らなかった。「アンツィオ」の航空機は1日で2隻の潜水艦を撃沈した。
「アンツィオ」は3月8日に硫黄島近海を離れ、3月12日にレイテ島サンペドロ湾に帰投。10日間の停泊の後、「アンツィオ」は沖縄戦の戦場に向けて出撃していった。

### 沖縄・日本近海
「アンツィオ」は上陸部隊を乗せた輸送船団に空中援護を提供し、その一方で艦隊の前進基地として活用される事となっていた慶良間諸島占領の支援を行った。4月1日に沖縄戦が始まり、「アンツィオ」は4月30日に舵の修理でウルシー環礁に下がるまで沖縄沖にあった。修理後、5月21日から沖縄方面で対潜任務を再開。5月28日、友軍掃海艇から日本潜水艦を発見したとの通報を受ける。5月31日4時36分、沖縄南東400海里地点付近で「アンツィオ」から発進して捜索中のTBMが自機の東方5500mの海上で浮上航走中の伊161型潜水艦を雲の切れ間から発見。ロケット弾4発を発射し、2発が命中したと判断した。そのうち潜水艦が急速潜航したためソノブイとMk24電池式音響探知魚雷を投下。しばらく伊361型の大きな推進音がして、爆発音とともにそれは途絶えた。そこから15海里離れた海域を航行中の護衛駆逐艦「オリヴァー・ミッチェル (USS Oliver Mitchell, DE-417) 」の乗員は海中の大きな衝撃を感じ、僚艦の「タッバーラー (USS Tabberer, DE-418) 」と共に流出する重油とデッキの破片と思われる木の板、その他潜水艦のものと思われる破片を発見した。この攻撃で撃沈したのは、回天特別攻撃隊轟隊の「伊361」だった。「アンツィオ」は6月17日まで任務を続けた後、サンペドロ湾に帰投した。
7月6日、「アンツィオ」は第3艦隊（ウィリアム・ハルゼー大将）指揮下の第38任務部隊（ジョン・S・マケイン・シニア中将）による日本本土への最終攻撃に随伴する第30.8任務群に加わってサンペドロ湾を出撃した。東京の東約970キロの地点を中心に対潜任務を行い、第38任務部隊の支援に専念した。7月16日、「アンツィオ」の艦載機は北緯34度28分 東経150度55分 / 北緯34.467度 東経150.917度の地点で、潜水艦を発見した。これは彩雲を積んでトラック諸島に向かう途中の潜水艦「伊13」であった。本艦は護衛駆逐艦「ローレンス・C・テイラー」とともに「伊13」を撃沈した。8月15日に日本が降伏すると、「アンツィオ」はグアムに向かった。グアムで新人のパイロットへの訓練を行った後、沖縄に移動。朝鮮半島へ進駐するアメリカ軍を輸送する船団の哨戒任務に就き、9月8日に仁川に到着して進駐を支援。9月13日に仁川を出港して沖縄に戻った「アンツィオ」は、復員兵輸送のマジック・カーペット作戦に参加するためにサンフランシスコに向けて9月19日に出港し、9月30日到着した。

### 戦後
サンフランシスコで復員兵を乗せるよう改装された「アンツィオ」は、西太平洋方面への二度の航海および、上海と真珠湾間の輸送で一航海行い、12月23日にシアトルに到着して1945年の活動を終えた。
1946年1月18日、「アンツィオ」はノーフォークへ向けて出港し、サンフランシスコとパナマ運河を経由してノーフォークに到着した。8月5日にノーフォークで退役し、大西洋予備役艦隊に編入された。その後、1955年6月15日に CVHE-57 (護衛ヘリ空母) に艦種変更され、1959年3月1日に除籍。同年11月24日にマスター・メタル社にスクラップとして売却された。
「アンツィオ」は第二次世界大戦の戦功で9つの従軍星章と、11個の殊勲部隊章を受章した。